# Centenário (Tocantins)
Caseara est une municipalité brésilienne située dans l'État du Tocantins.